# Волкова, Анна Александровна
А́нна Алекса́ндровна Во́лкова (29 ноября [12 декабря] 1902, Кузнецк, Саратовская губерния — 20 января 1983) — советский учёный-микробиолог и ветеринар, академик АН Киргизской ССР (1954), член Президиума и академик-секретарь отделения биологических наук, в 1957—1960 годах вице-президент АН Киргизской ССР. Доктор ветеринарных наук (1951), профессор (1951).

## Биография
Анна Александровна Волкова родилась 29 ноября (12 декабря) 1902 года в Кузнецке (ныне Пензенская область), Российская империя.
Окончила Саратовский ветеринарный институт (1924), работала ветврачом в Камышинском уезде Саратовской губернии, затем в Средней Азии. В 1930—1933 годах заведующая научно-исследовательским ветеринарным отделом Катта-Курганской зональной опытной станции каракулеводства. В 1933—1938 годах научный сотрудник Узбекского научно-исследовательского ветеринарного института.
С 1938 года работала в Киргизии в ветеринарно-бактериологической лаборатории, реорганизованной позже в научно-исследовательскую ветеринарную опытную станцию, в 1942—1944 годах директор этой станции.
Одновременно в 1947—1955 годах заведующая кафедрой частной патологии и терапии Киргизского СХИ. Ею разработан совместно с С. П. Ильиновым метод бактериологической диагностики бруцеллёза при помощи пункции молочной железы, установлена в Киргизии (1938) анаэробная дизентерия ягнят, разработан метод дифференциальной биологической диагностики возбудителя и активная сыворотка против дизентерии ягнят; предложена поливалентная формалквасцовая вакцина против дизентерии ягнят, брадзота и энтеротоксемии овец.
Академик АН Киргизской ССР (1954), член Президиума и академик-секретарь отделения биологических наук, в 1957—1960 годах вице-президент АН Киргизской ССР.
Доктор ветеринарных наук (1951), профессор (1951).
Депутат ВС СССР 3-го созыва (1950—1954). Член ВКП(б) с 1943 года.
Анна Александровна Волкова умерла 20 января 1983 года.

## Награды и премии
- Заслуженный деятель науки Киргизской ССР (1947)
- Сталинская премия третьей степени (1947) — за изобретение и внедрение в ветеринарную практику вакцины против брадзота овец
- орден Трудового Красного Знамени
- орден «Знак Почёта»
- медали